# Xinlone
El xinlone (en birmà ခြင်းလုံး, MLCTS = hkrang: lum:; IPA: [tʃʰínlóʊn]) és l'esport tradicional de Myanmar (Birmània).
El xinlone és una combinació de dansa i esport d'equip, sense que hi hagi un equip contrincant. En essència, el xinlone no és competitiu, però és tan exigent com els esports de pilota més competitius. L'important no és guanyar o perdre, sinó la bellesa dels moviments en jugar-hi. El xinlone requereix una extraordinària habilitat i destresa, en combinació amb un alt sentit d'expressió artística i espiritualitat.

## Funcionament del joc
Un equip de sis jugadors es passa la pilota d'una banda a l'altra amb els peus i genolls, a mesura que caminen al voltant d'un cercle. Un jugador va al centre (el solista), creant una dansa de diversos moviments enllaçats entre si. El solista és ajudat pels altres jugadors, que intenten tornar la pilota acompanyant-la amb el peu. Quan la pilota cau a terra, és morta, i el joc comença de nou.
Xinlone significa 'pilota de canya' en birmà. La pilota és teixida de rattan (jonc de les Índies), i fa un so característic en ser colpejada, que forma part de l'estètica del joc. Els jugadors usen sis punts de contacte amb la pilota: la part de dalt dels dits dels peus, la part interna i externa del peu, la planta, el taló i el genoll. El xinlone es juga descalç o en sabates de xinlone, que permeten als jugadors sentir la pilota i el terra tan directament com és possible. El cercle típic de joc fa 6,7 metres de diàmetre. La superfície ideal de joc és seca i compacta, però s'hi pot jugar sobre pràcticament qualsevol superfície plana.
Tant homes com dones juguen al xinlone, sovint en el mateix equip. A vegades, adults i nens també juguen en el mateix equip, i no és estrany veure gent de més de 80 anys jugant-hi.
A més del joc en equip, que s'anomena "wein kat" ('tocs circulars'), també n'hi ha una variant individual, que s'anomena "tapandaing". Aquest estil de joc només el duen a terme dones.
El xinlone té més de 1.500 anys d'antiguitat, i fou practicat per la reialesa birmana. Al llarg dels segles, els jugadors han desenvolupat més de dues-centes maneres diferents de xutar la pilota. Molts dels moviments són similars a la dansa de Myanmar i a les arts marcials. Alguns dels tocs més complicats es fan d'esquena, sense veure la pilota. La postura és essencial en el xinlone: hi ha una manera correcta de posar les mans, els braços, el tors i el cap durant els moviments. Un moviment es considera que s'ha efectuat correctament tan sols si la postura ha estat correcta. Tot l'equip ha d'estar completament concentrat -si es despisten, la pilota cau a terra-. Tots els jugadors seriosos experiment un estat de concentració mental molt intens, similar al que s'aconsegueix amb la meditació zen, que anomenen Jhana.
Myanmar és majoritàriament budista, i els jocs de xinlone es duen a terme en els festivals budistes que se celebren durant l'any. El més gran d'aquests festivals dura més d'un mes, i hi participen fins a mil equips. Un locutor anuncia el nom dels moviments i entreté el públic amb els seus comentaris. També hi ha música en directe d'una orquestra tradicional, que inspira els jugadors i modela l'estil i el ritme del joc. Els jugadors intenten adequar-se a la música, i els músics accentuen els tocs.

## Jocs relacionats
El xinlone és una família de jocs de futbol, jugat per tot el món. Està relacionat amb altres jocs similars al Sud-est asiàtic, conegut com a takraw a Tailàndia, sepak raga a Malàisia, Singapur i Indonèsia, sipa a les Filipines, kator a Laos i da cau a Vietnam. Es va dur a terme una variació competitiva del joc, sobre una xarxa, anomenat sepak takraw, a Malàisia, en la dècada de 1940-50.
Els orígens del xinlone podrien estar relacionats amb un joc xinès antic, el cuju or tsu chu, que va ser reconegut per la FIFA com la forma més primitiva de futbol. Al Japó, es juga un joc similar que es coneix com a kemari. El xinlone també està relacionat amb una altra família d'esports en què es xuta un objecte volador, conegut com a jianzi a la Xina i Taiwan, i jegichagi a Corea. Hi ha proves que suggereixen que una variació d'aquests jocs va viatjar per l'estret de Bering i va influir els pobles indígenes d'Amèrica, que també practicaven jocs en què havien de mantenir una pilota en moviment amb els peus. Es creu que aquests jocs són l'origen del footbag (o hacky attack).